# Enzo und die wundersame Welt der Menschen
Enzo und die wundersame Welt der Menschen (Originaltitel The Art of Racing in the Rain) ist eine US-amerikanische Tragikomödie aus dem Jahr 2019, die auf dem Roman Enzo. Die Kunst, ein Mensch zu sein von Garth Stein aus dem Jahr 2008 basiert. Das Drehbuch schrieb Mark Bomback, während Simon Curtis die Regie übernahm. Der Film handelt vom Hund Enzo, der im Original von Kevin Costner gesprochen wird. Enzos Herrchen wird von Milo Ventimiglia gespielt.

## Handlung
Der Golden Retriever Enzo des Rennfahrers Denny Swift liegt in Seattle im Sterben und rekapituliert sein Leben. Enzo glaubt an eine alte mongolische Legende, nach der ein Hund im nächsten Leben als Mensch wiedergeboren wird, wenn er dazu bereit ist.
Der Hund erzählt, wie er als Welpe von Denny Swift aufgenommen wurde, der anschließend seine Karriere als Rennfahrer verfolgte und ein Jahr später Eve kennenlernt. Denny und Eve heiraten und bekommen die gemeinsame Tochter Zoe, bei deren Geburt Denny nicht anwesend ist. Später wird bei Eve allerdings ein Hirntumor diagnostiziert, an dem sie schließlich in Anwesenheit Enzos stirbt.
Eves Vater Maxwell verlangt daraufhin das Sorgerecht für Zoe, da er Denny und dessen häufige Abwesenheit aufgrund des Rennsports für den Tod seiner Tochter verantwortlich macht. Maxwell, der sich nach einem Streitgespräch mit Denny bei einem Unfall eine Rippe bricht, verklagt Denny, woraufhin dieser vorerst das Sorgerecht verliert und mit einer Gefängnisstrafe bedroht ist.
Denny wird eine Anstellung als Testfahrer für Ferrari-Prototypen im italienischen Maranello angeboten, die er allerdings aufgrund seiner privaten Situation ablehnt. Als er daraufhin mit dem alternden Enzo Joggen geht, wird der Hund von einem Auto angefahren. Im Krankenhaus wird festgestellt, dass bei Enzo mit Hüftdysplasie zu rechnen ist.
Denny stimmt einem außergerichtlichen Vergleich zu und will das Sorgerecht für Zoe aufgeben, damit Maxwell im Gegenzug die Klage fallen lässt und er ein Besuchsrecht für seine Tochter bekommt. Enzo zerfetzt allerdings die Dokumente und überzeugt sein Herrchen davon, dass er weiterkämpfen muss. Beim anstehenden Gerichtstermin erzählt Maxwells Frau Trish die Wahrheit über den Unfall ihres Mannes, woraufhin Denny das volle Sorgerecht für seine Tochter zugesprochen wird. Er nimmt anschließend telefonisch das Angebot von Ferrari an.
In den folgenden Wochen nimmt Enzos Gesundheitszustand rapide ab und Denny, der erkennt, dass sein Hund bald sterben wird, nimmt ihn mit zur Rennstrecke, wo er noch einmal eine Runde dreht. Enzo ist klar, dass er nicht mehr in der Lage sein wird, mit nach Italien zu reisen, doch im Glauben an eine Auferstehung als Mensch freut er sich auf sein zukünftiges Leben.
Jahre später lebt Denny mit seiner Tochter in Italien und ist mittlerweile ein erfolgreicher Formel-1-Fahrer, als er auf einen jungen Fan trifft, der um ein Autogramm bittet. Denny, den der Junge mit dem Namen Enzo an seinen verstorbenen Hund erinnert, gibt dem Vater des Fans seine Telefonnummer und bietet ihm an, den Jungen im Rennfahren zu trainieren, wenn er alt genug ist.

## Entstehung und Veröffentlichung
Im Juli 2009 kaufte Universal Pictures die Filmrechte an Garth Steins Roman Enzo. Die Kunst, ein Mensch zu sein, der ein Jahr zuvor im Original unter dem Titel The Art of Racing in the Rain erschienen war. Man wollte das Buch mit Patrick Dempsey in der Hauptrolle verfilmen. Da man jedoch keinen Regisseur für den Stoff fand, wurden die Rechte schließlich im Januar 2016 von Disney übernommen, die den Film von Neal H. Moritz produzieren lassen wollten.
Schließlich begann man 2018 mit Dreharbeiten in Vancouver. In den USA und Kanada hatte der Film am 9. August 2019 seinen Kinostart. Der Disney- und Fox-Film floppte an den Kinokassen und nahm im ersten Wochenende lediglich 8 Millionen US-Dollar in den amerikanischen Kinos ein. Am 3. Oktober 2019 kam der Film in die deutschen Kinos.

## Kritik
Enzo und die wundersame Welt der Menschen erhielt ein durchwachsenes Presseecho, was sich auch in den Auswertungen US-amerikanischer Aggregatoren widerspiegelt. So erfasst Rotten Tomatoes ähnlich viele wohlwollende wie kritische Besprechungen und ordnet den Film dementsprechend als „Gammelig“ ein. Laut Metacritic fallen die Bewertungen im Mittel „Gemischt oder Durchschnittlich“ aus.
Filmkritikerin Antje Wessels nennt den Film ein „herrlich unkitschiges Familiendrama“, das trotz aller Niedlichkeit ernste und zum Teil todtraurige Themen anstimmt.